# Fresnillo
Fresnillo é um município do estado de Zacatecas, no México. É a segunda cidade mais importante do estado, foi fundada por Francisco de Ibarra. A cidade é centro de uma área de mineração conhecida principalmente por sua produção de prata, sua mina é a de maior produtora de prata do mundo. A mina de Fresnillo pertence a companhia mineradora Peñoles, a cidade é também o lugar do famoso Santo Niño de Atocha uma imagem romana que o México comprou da Espanha.